# Микола Гиль
Микола Гиль (бел. Мікола Гіль, настоящее имя Николай Семёнович Гилевич, бел. Мікалай Сямёнавіч Гілевіч; 15 июня 1936, Слобода, Логойский район — 14 марта 2022, Минск) — белорусский писатель и публицист, журналист, переводчик. Член Союза писателей СССР (1975).

## Биография
Родился 15 июня 1936 года в д. Слобода Логойского района Минской области в крестьянской семье.
В 1959 году окончил отделение журналистики филологического факультета Белорусского государственного университета имени В. И. Ленина.
Работал редактором передач для детей Минской студии телевидения (1960—1961), литературным сотрудником, затем заведующим отдела (1961—1972), ответственным секретарём (1977—1982), заместителем главного редактора (1982—1990), главным редактором (1990—1997) газеты «Літаратура і мастацтва». В 1972 заведовал отделом в редакции бюллетеня «Родная прырода», 1972—1977 годах являлся сотрудником отдела публицистики литературного журнала «Маладосць». В 2004—2008 годах — главный редактор журнала «Мастацтва».
Брат — Народный поэт Белорусской ССР Н. Гилевич. Сын — белорусский писатель Микола Вич (Николай Николаевич Гилевич)..

## Творчество
Как журналист начал публиковаться с 1957 года. Первый рассказ опубликовал в 1962 году (газета «Літаратура і мастацтва»). Известен как автор прозы для детей. Перевёл на белорусский язык роман литовского писателя В. Бубниса «Пад летнім небам» (1982), кнігі прозы венгерского писателя И. Эркеня «Сям’я Тотаў. Выстаўка ружаў» (совместно с Л. Каврусом, 1985) и шведского автора П. Лагерквиста «Кат. Карлік» (совместно с Г. Шупенькой, 1986), книги русскоязычной писательницы Беларуси С. Алексиевич «Зачараваныя смерцю» і «Чарнобыльская малітва».
В литературной обработке М. Гиля вышли книги воспоминаний Р. Мачульского «Страницы бессмертия» (1972) и «Люди высокого долга» (1975), в литературной записи — книга П. Климука «Зоры — побач» (1977).

### Сборники прозы
- бел. «Ранішнія сны : апавяданні» («Утренние сны : рассказы») (1973)
- бел. «Тацянін чэрвень : Аповесці» («Танин июнь : Повести») (1978)
- бел. «Пуд жыта : Апавяданні і аповесці» («Пуд ржи : Рассказы и повести») (1982)
- бел. «Тэлеграма з Кавалевіч : аповесці» («Телеграмма из Ковалевичей : повести») (1984)
- бел. «Камандзіроўка ў Вішанькі : апавяданні, аповесці» («Командировка в Вишенки : рассказы, повесть») (1987)
- бел. «Кім і Валерыя : Аповесці і апавяданні» («Ким и Валерия : Повести и рассказы») (1988)
- бел. «Бралася на дзень : Апавяданні» («Светало : Рассказы») (1993)

### Сборники прозы для детей
- бел. «Самы галоўны чалавек : Апавяданні» («Самый главный человек : Рассказы») (1980)

### Сказки
- бел. «На лясной вуліцы : ці то казку, ці то быль напісаў Мікола Гіль» («На лесной улицы : то ли сказку, то ли быль написал Микола Гиль») (1975) (художник — М. Бельский)

### Очерки
- бел. «Пасеянае — узыдзе» («Посеенное — взойдёт») (1985) (художник — В. Калинин)

### Биографии
- рус. «Пётр Климук : фотоальбом» (текст — М. Гиль, 1981)
- бел. «Ёсць на зямлі крыніца... : Аповесць у апавяданнях пра лётчыка-касманаўта СССР, двойчы Героя Савецкага Саюза П. І. Клімука» («Есть на земле родник… : Повесть в рассказах про лётчика-космонавта СССР, дважды Героя Советского Союза П. И. Климука») (1983)
- рус. «У времени в плену : страницы жизни Геннадия Карпенко» (2001)

### В переводе на русский язык
- Гиль, М. Утренние сны : Повести и рассказы / М. Гиль; Авториз. пер. с белорус. В. Щедриной. — Москва : Советский писатель, 1985. — 336 с.